# Beaumarchés
Beaumarchés (Bèumarchés en gascon) est une commune française située dans le sud-ouest du département du Gers en région Occitanie. Sur le plan historique et culturel, la commune est dans le pays d'Astarac, un territoire du sud gersois très vallonné, au sol argileux, qui longe le plateau de Lannemezan.
Exposée à un climat océanique altéré, elle est drainée par la Midouze, l'Arros, le Bouès, le ruisseau de Larté, le Lys et par divers autres petits cours d'eau. La commune possède un patrimoine naturel remarquable composé d'une zone naturelle d'intérêt écologique, faunistique et floristique.
Beaumarchés est une commune rurale qui compte 679 habitants en 2022, après avoir connu un pic de population de 2 315 habitants en 1821.  Ses habitants sont appelés les Beaumarchésiens ou  Beaumarchésiennes.
Le patrimoine architectural de la commune comprend un immeuble protégé au titre des monuments historiques : l'église de la Nativité-de-Notre-Dame, inscrite en 1926.

## Géographie

### Localisation
Bastide située dans le vignoble des Côtes-de-Saint-Mont l'ancienne route nationale la route nationale 646 entre Courties et Plaisance. Du balcon dominant la vallée d'Arros, la vue sur la chaîne des Pyrénées est grandiose.

### Communes limitrophes
Les communes limitrophes sont Couloumé-Mondebat, Courties, Juillac, Ladevèze-Rivière, Lasserrade, Louslitges, Plaisance, Saint-Aunix-Lengros et Tourdun.
| Lasserrade                     | Couloumé-Mondebat | Louslitges |
| Plaisance, Saint-Aunix-Lengros | Beaumarchés       | Courties   |
| Ladevèze-Rivière               | Juillac           | Tourdun    |

### Géologie et relief
Beaumarchés se situe en zone de sismicité 2 (sismicité faible).

### Hydrographie

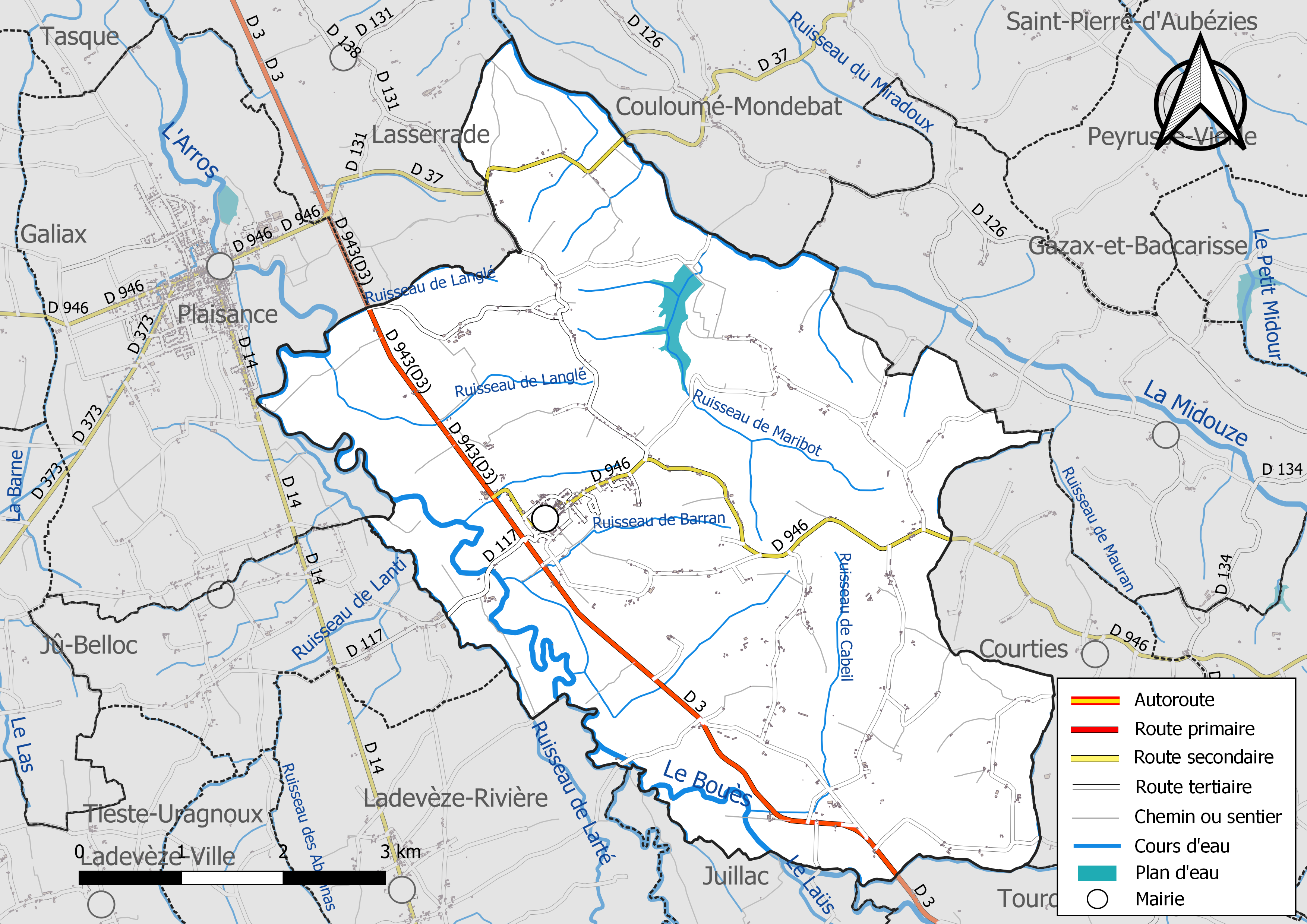
Réseaux hydrographique et routier de Beaumarchés.

La commune est dans le bassin de l'Adour, au sein du bassin hydrographique Adour-Garonne. Elle est drainée par la Midouze, l'Arros, le Bouès, le Larté, le Lys, le ruisseau de Barran, le ruisseau de Cabeil, le ruisseau de Langlé, le ruisseau de Langlé, le ruisseau de Maribot et par divers petits cours d'eau, qui constituent un réseau hydrographique de 47 km de longueur totale,.
La Midouze, d'une longueur totale de 151,5 km, prend sa source dans la commune d'Armous-et-Cau et s'écoule du sud-est vers le nord-ouest puis vers l'ouest. Elle traverse la commune et se jette dans l'Adour à Vicq-d'Auribat, après avoir traversé 46 communes.
L'Arros, d'une longueur totale de 130,8 km, prend sa source dans la commune d'Esparros et s'écoule vers le nord. Il traverse la commune et se jette dans l'Adour à Izotges, après avoir traversé 54 communes.
Le Bouès, d'une longueur totale de 62,5 km, prend sa source dans la commune de Burg et s'écoule vers le nord. Il traverse la commune et se jette dans l'Arros sur le territoire communal, après avoir traversé 32 communes.
Le ruisseau de Larté, d'une longueur totale de 17 km, prend sa source dans la commune de Sauveterre et s'écoule vers le nord-ouest. Il traverse la commune et se jette dans l'Arros à Plaisance, après avoir traversé 9 communes.

### Climat
Pour des articles plus généraux, voir Climat de l'Occitanie et Climat du Gers.
En 2010, le climat de la commune est de type climat océanique altéré, selon une étude s'appuyant sur une série de données couvrant la période 1971-2000. En 2020, Météo-France publie une typologie des climats de la France métropolitaine dans laquelle la commune est toujours exposée à un climat océanique altéré et est dans la région climatique Aquitaine, Gascogne, caractérisée par une pluviométrie abondante au printemps, modérée en automne, un faible ensoleillement au printemps, un été chaud (19,5 °C), des vents faibles, des brouillards fréquents en automne et en hiver et des orages fréquents en été (15 à 20 jours).
Pour la période 1971-2000, la température annuelle moyenne est de 13,1 °C, avec une amplitude thermique annuelle de 14,8 °C. Le cumul annuel moyen de précipitations est de 900 mm, avec 11,1 jours de précipitations en janvier et 6,7 jours en juillet. Pour la période 1991-2020, la température moyenne annuelle observée sur la station météorologique la plus proche, située sur la commune de Peyrusse-Grande à 11 km à vol d'oiseau, est de 13,7 °C et le cumul annuel moyen de précipitations est de 835,1 mm,. Pour l'avenir, les paramètres climatiques de la commune estimés pour 2050 selon différents scénarios d'émission de gaz à effet de serre sont consultables sur un site dédié publié par Météo-France en novembre 2022.

### Milieux naturels et biodiversité

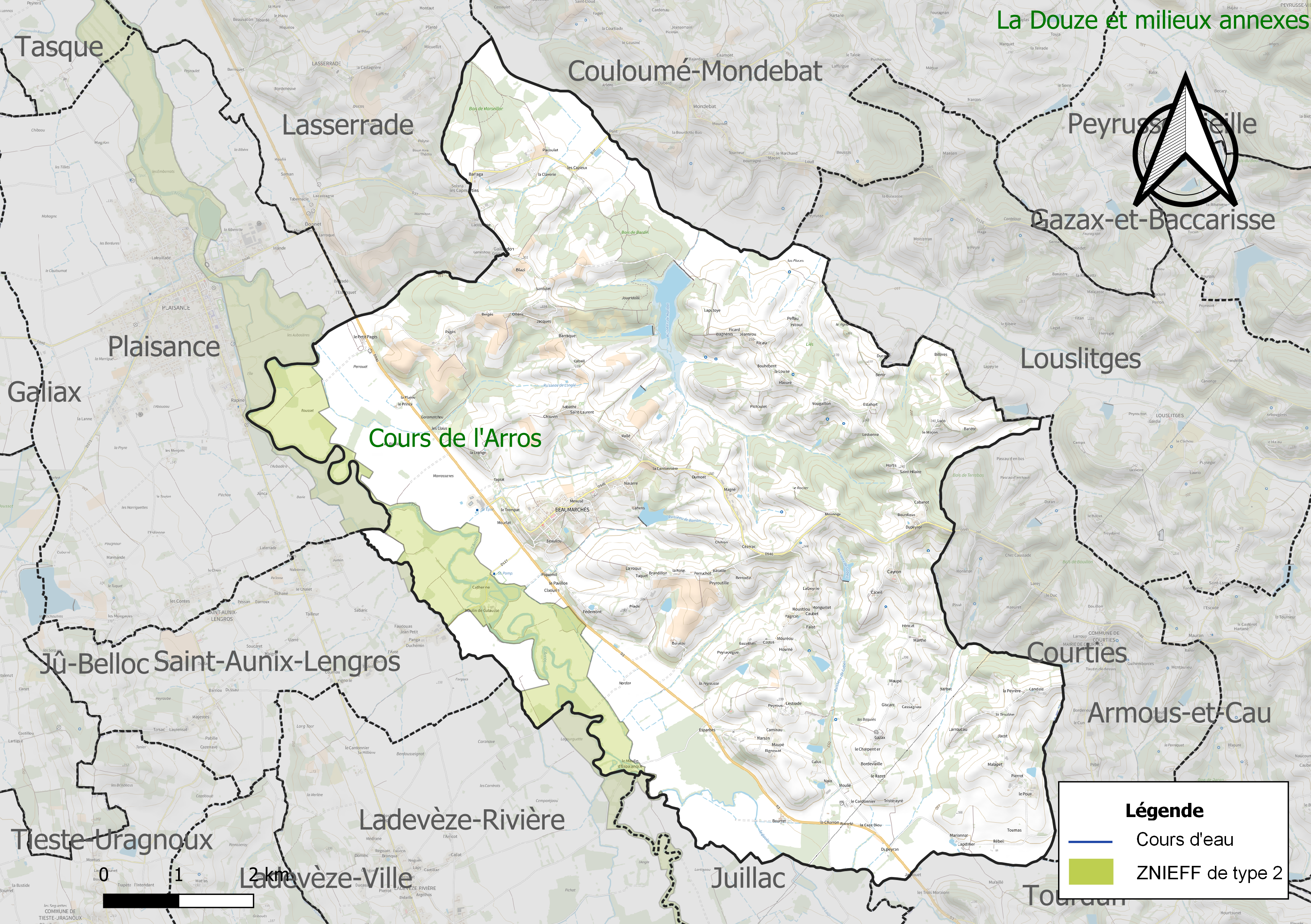
Carte de la ZNIEFF de type 2 localisée sur la commune.

L’inventaire des zones naturelles d'intérêt écologique, faunistique et floristique (ZNIEFF) a pour objectif de réaliser une couverture des zones les plus intéressantes sur le plan écologique, essentiellement dans la perspective d’améliorer la connaissance du patrimoine naturel national et de fournir aux différents décideurs un outil d’aide à la prise en compte de l’environnement dans l’aménagement du territoire.
Une ZNIEFF de type 2 est recensée sur la commune :
le « cours de l'Arros » (1 675 ha), couvrant 41 communes dont 20 dans le Gers et 21 dans les Hautes-Pyrénées.

## Urbanisme

### Typologie
Au 1er janvier 2024, Beaumarchés est catégorisée commune rurale à habitat très dispersé, selon la nouvelle grille communale de densité à sept niveaux définie par l'Insee en 2022.
Elle est située hors unité urbaine et hors attraction des villes,.

### Occupation des sols
L'occupation des sols de la commune, telle qu'elle ressort de la base de données européenne d’occupation biophysique des sols Corine Land Cover (CLC), est marquée par l'importance des territoires agricoles (85,9 % en 2018), en diminution par rapport à 1990 (92,1 %). La répartition détaillée en 2018 est la suivante : 
zones agricoles hétérogènes (40,7 %), terres arables (32,7 %), prairies (12,5 %), forêts (11,8 %), zones urbanisées (1,4 %), eaux continentales (0,8 %). L'évolution de l’occupation des sols de la commune et de ses infrastructures peut être observée sur les différentes représentations cartographiques du territoire : la carte de Cassini (XVIIIe siècle), la carte d'état-major (1820-1866) et les cartes ou photos aériennes de l'IGN pour la période actuelle (1950 à aujourd'hui).

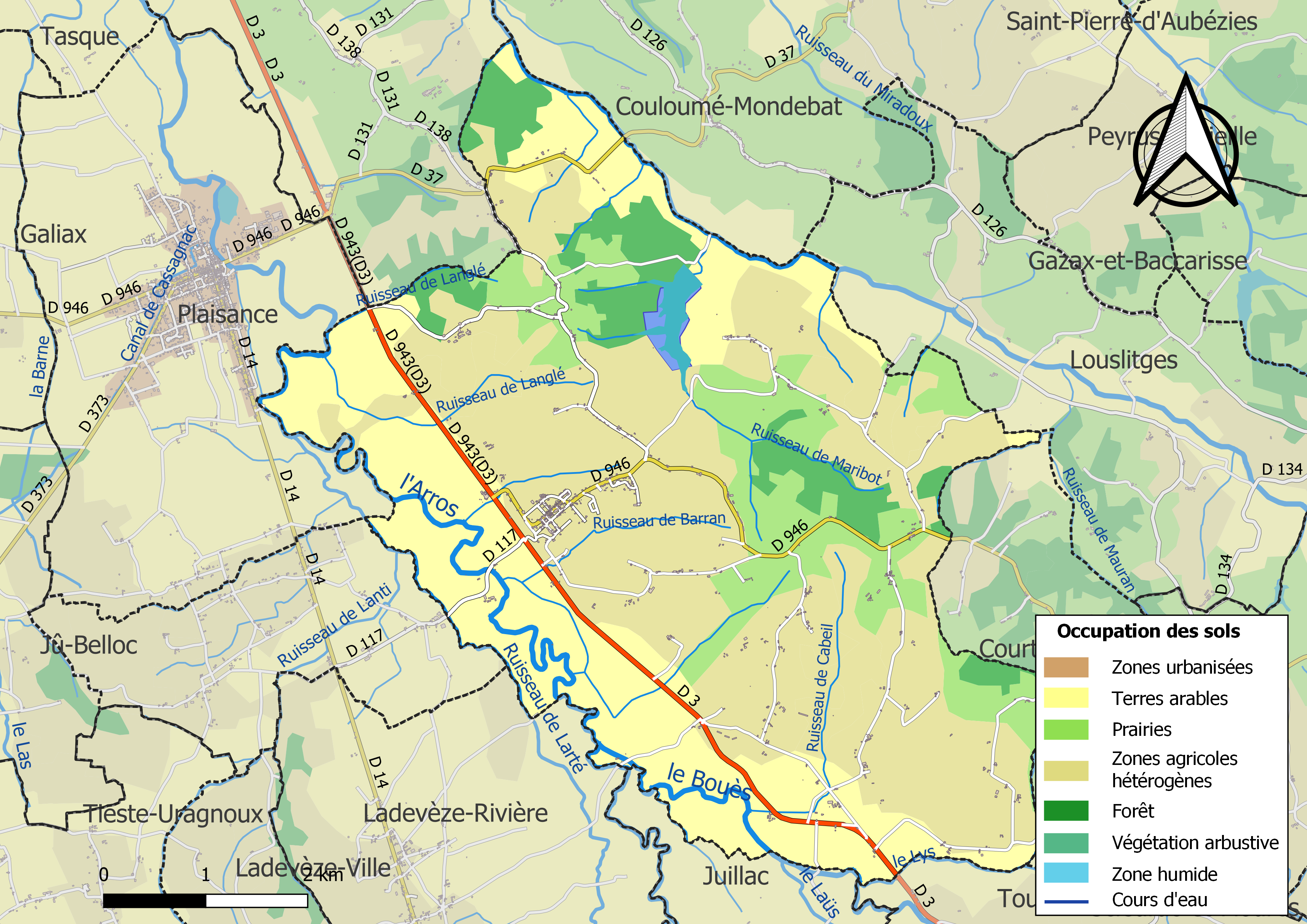
Carte des infrastructures et de l'occupation des sols de la commune en 2018 (CLC).

### Risques majeurs
Le territoire de la commune de Beaumarchés est vulnérable à différents aléas naturels : météorologiques (tempête, orage, neige, grand froid, canicule ou sécheresse), inondations et séisme (sismicité faible). Un site publié par le BRGM permet d'évaluer simplement et rapidement les risques d'un bien localisé soit par son adresse soit par le numéro de sa parcelle.
Certaines parties du territoire communal sont susceptibles d’être affectées par le risque d’inondation par débordement de cours d'eau, notamment l'Arros, la Midouze, le Bouès et le ruisseau de Larté. La cartographie des zones inondables en ex-Midi-Pyrénées réalisée dans le cadre du XIe Contrat de plan État-région, visant à informer les citoyens et les décideurs sur le risque d’inondation, est accessible sur le site de la DREAL Occitanie. La commune a été reconnue en état de catastrophe naturelle au titre des dommages causés par les inondations et coulées de boue survenues en 1988, 1999 et 2009,.

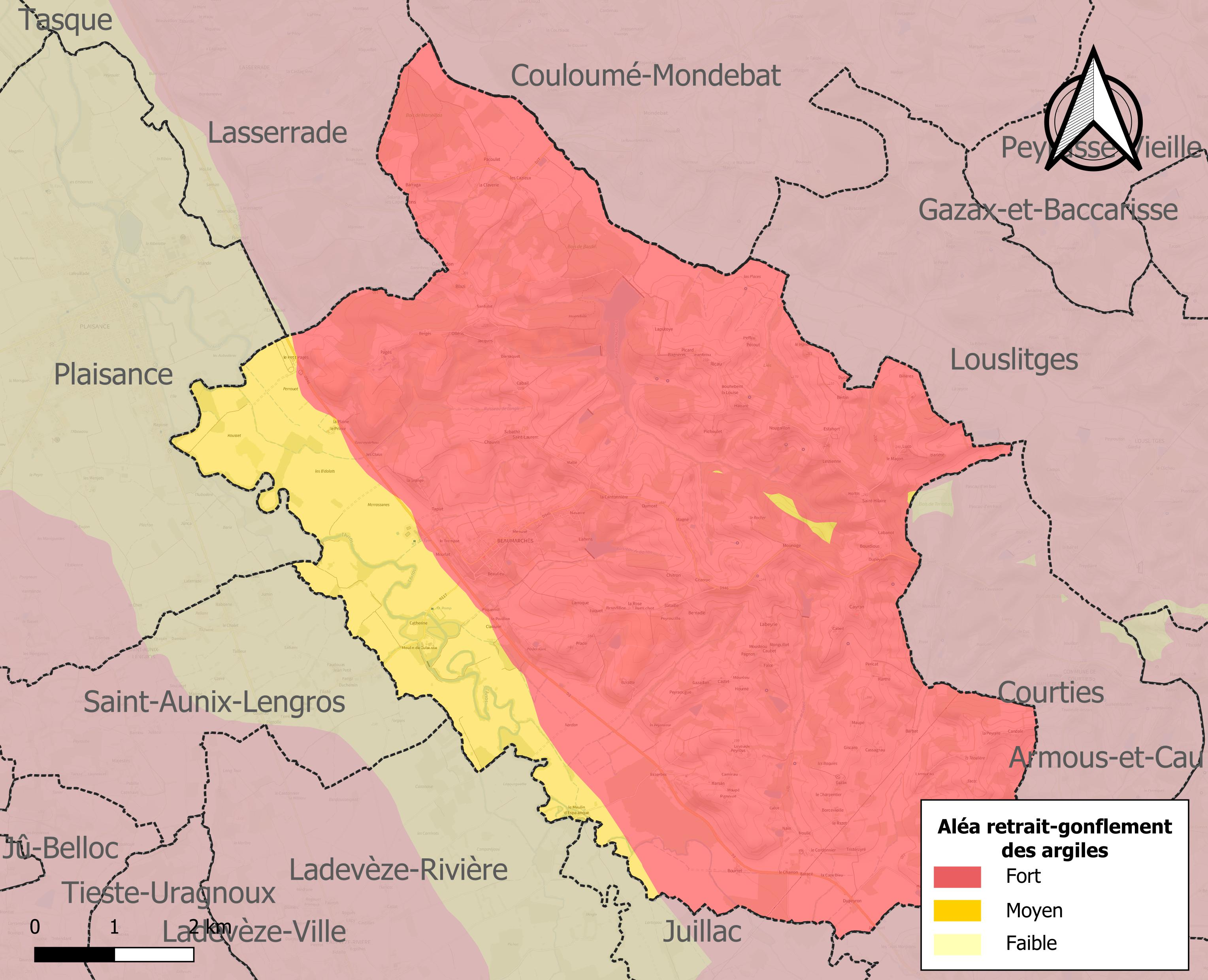
Carte des zones d'aléa retrait-gonflement des sols argileux de Beaumarchés.

Le retrait-gonflement des sols argileux est susceptible d'engendrer des dommages importants aux bâtiments en cas d’alternance de périodes de sécheresse et de pluie. La totalité de la commune est en aléa moyen ou fort (94,5 % au niveau départemental et 48,5 % au niveau national). Sur les 350 bâtiments dénombrés sur la commune en 2019, 350 sont en aléa moyen ou fort, soit 100 %, à comparer aux 93 % au niveau départemental et 54 % au niveau national. Une cartographie de l'exposition du territoire national au retrait gonflement des sols argileux est disponible sur le site du BRGM,.
Par ailleurs, afin de mieux appréhender le risque d’affaissement de terrain, l'inventaire national des cavités souterraines permet de localiser celles situées sur la commune.
Concernant les mouvements de terrains, la commune a été reconnue en état de catastrophe naturelle au titre des dommages causés par la sécheresse en 1989, 1991, 1993, 2002, 2011 et 2017 et par des mouvements de terrain en 1999.

## Toponymie

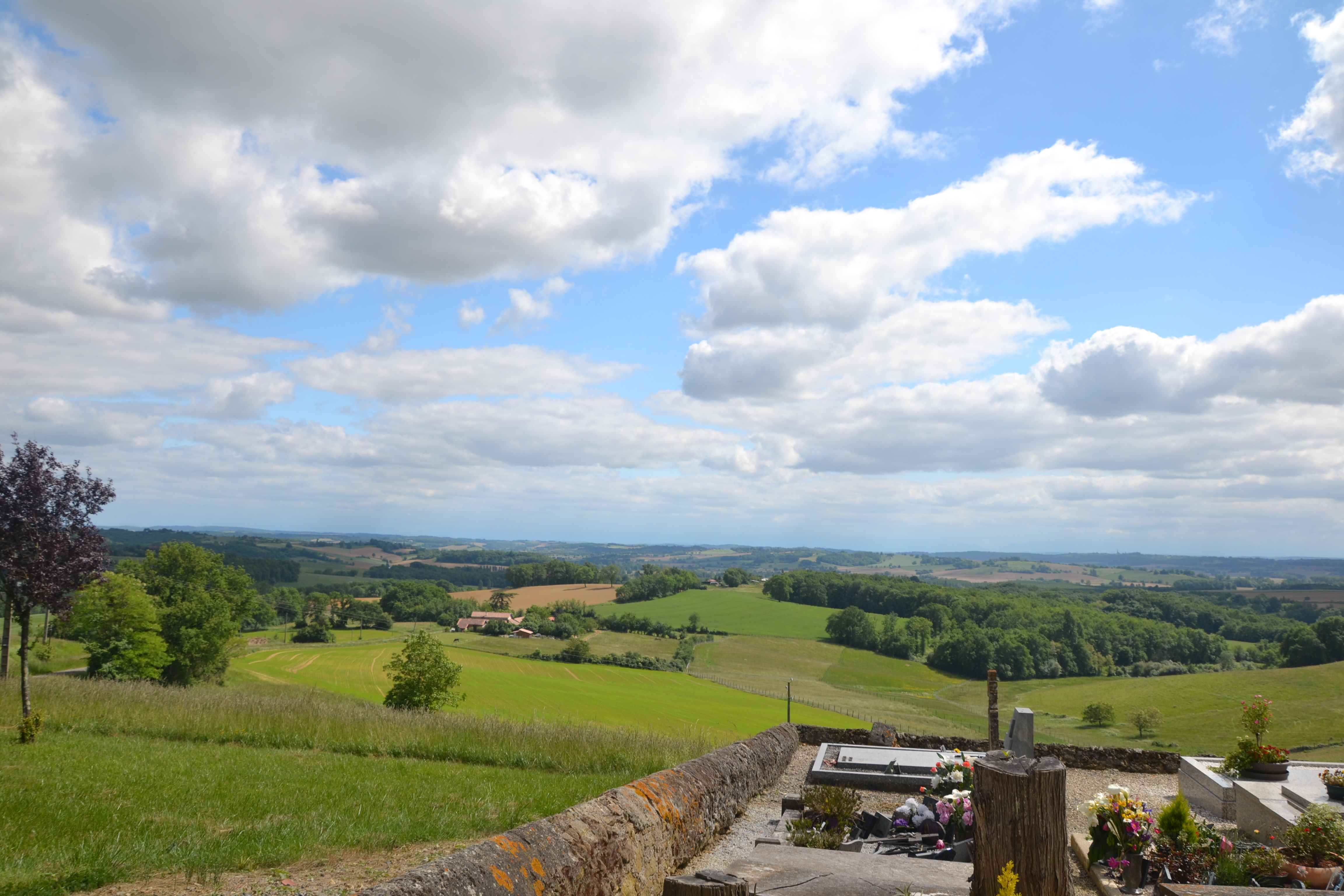
vue sur la plaine depuis le hameau de Cayron

Son nom provient d'Eustache de Beaumarchès, grand bâtisseur de bastides dans le Sud-Ouest de la France dans le cadre de sa fonction de sénéchal à Toulouse à partir de 1272.

## Histoire
La bastide est créée par paréage entre le sénéchal Eustache de Beaumarchais représentant le roi Philippe Le Hardi dans le Sud-Ouest, et le comte de Pardiac en 1288. Le vaste territoire de la bastide englobe alors Mondebat, Scieurac, Flourès, Armous-et-Cau, Monterran. Cependant la ville végète et ne connait pas un fort développement.
La paroisse de Beaumarchés, avec celles voisines de Marciac et Miélan, fut une des nombreuses enclaves de la Jugerie de Rivière-Verdun dans le comté d'Armagnac jusqu'à la Révolution française. L'ancienne abbaye de Case-Dieu faisait partie de ce territoire.
Beaumarchés a construit un Réseau d'Initiative Public Wi-Fi (Aménagement numérique) qui permet depuis 2006 aux habitants de bénéficier d'offres internet haut débit via le FAI als@tis.

## Politique et administration

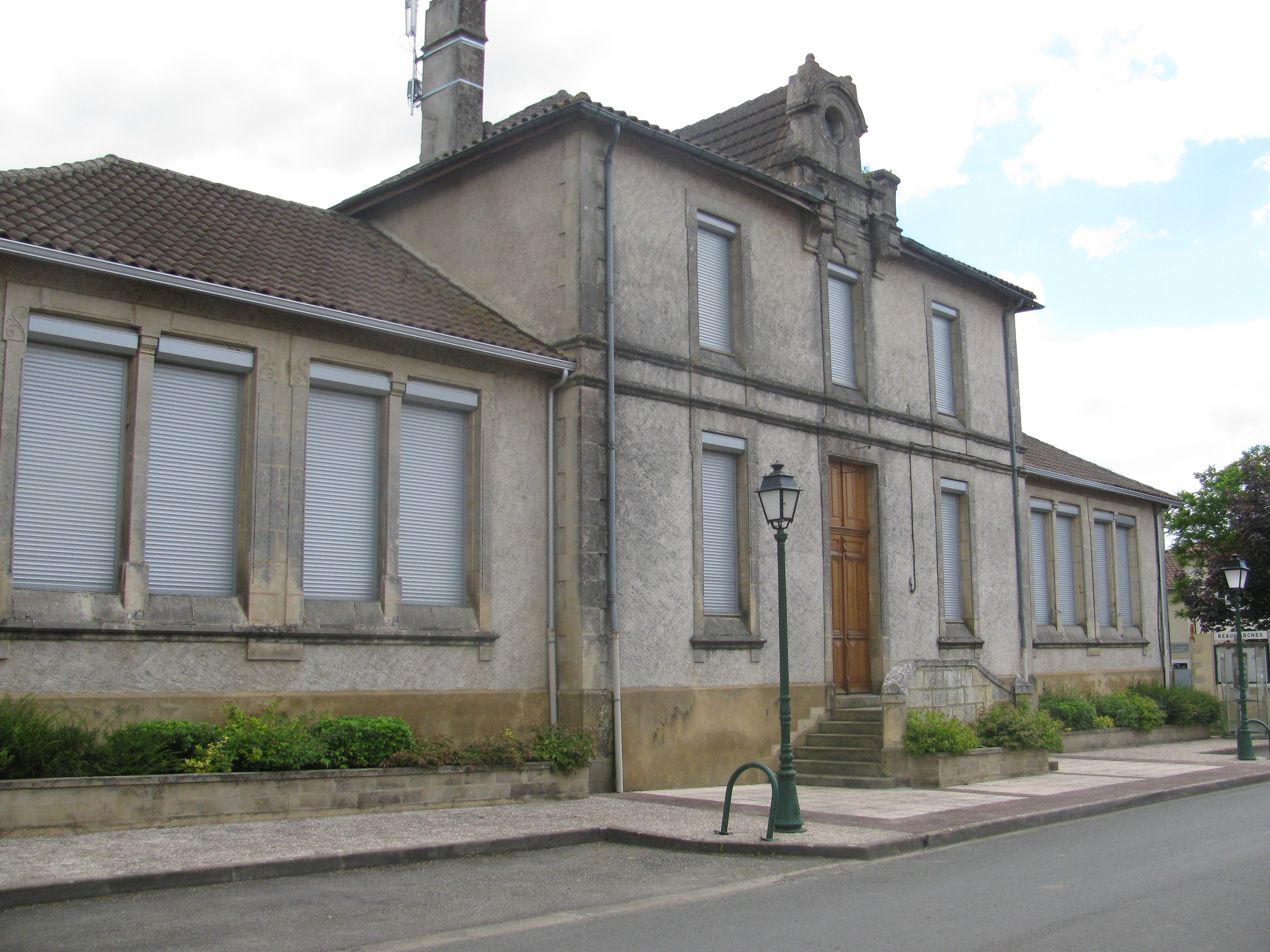
Mairie de Beaumarchés

### Liste des maires
| Période | Période  | Identité                   | Étiquette            | Qualité |
| ------- | -------- | -------------------------- | -------------------- | --- |
| 1792    | 1795     | Jean Terrail               |                      | |
| 1792    | 1797     | Joseph Laffitte            |                      | |
| 1797    | 1801     | Pierre Ducasse             |                      | |
| 1801    | 1810     | Jacques Lamarque           |                      | |
| 1810    | 1815     | Côme Damien Chaubin        |                      | |
| 1815    | 1816     | Jean Dubernet              |                      | |
| 1816    | 1828     | Olivier Bousses De Foucaud |                      | |
| 1828    | 1832     | Jean-françois Maignon      |                      | |
| 1832    | 1835     | Olivier Lahens             |                      | |
| 1835    | 1857     | Auguste Lamarque           |                      | |
| 1857    | 1871     | Pierre Omer Lartigue       |                      | |
| 1871    | 1873     | Prosper Duffour            |                      | |
| 1873    | 1877     | Raymond Dulitges           |                      | |
| 1877    | 1878     | Pierre Omer Lartigue       |                      | |
| 1878    | 1879     | Prosper Duffour            |                      | |
| 1879    | 1884     | Gabriel Trempat            |                      | |
| 1884    | 1896     | Gabriel Dauriac            |                      | |
| 1896    | 1904     | Jean-pierre Villas         |                      | |
| 1904    | 1921     | Paul Dutemps Du Cric       |                      | |
| 1921    | 1925     | Jean-pierre Villas         |                      | |
| 1925    | 1929     | Paul Dutemps Du Cric       |                      | |
| 1929    | 1941     | Ludovic Rigade             |                      | |
| 1941    | 1944     | Abel Trempat               |                      | |
| 1944    | 1952     | Victor Lamothe             |                      | |
| 1952    | 1970     | Maurice Dubernet           |                      | |
| 1970    | 1974     | Henri Cazaban              |                      | |
| 1974    | 1983     | Guy Dupeyron               |                      | |
| 1983    | En cours | Gérard Castet              | PS puis MDC puis MRC | Retraité fonction publique Conseiller général du Canton de Plaisance (2011-2015) Conseiller départemental depuis 2015 |

## Population et société

### Démographie
| 1793  | 1800  | 1806  | 1821  | 1831  | 1841  | 1846  | 1851  | 1856  |
| ----- | ----- | ----- | ----- | ----- | ----- | ----- | ----- | ----- |
| 1 925 | 2 232 | 2 188 | 2 315 | 1 679 | 1 378 | 1 363 | 1 381 | 1 356 |

| 1861  | 1866  | 1872  | 1876  | 1881  | 1886  | 1891  | 1896  | 1901 |
| ----- | ----- | ----- | ----- | ----- | ----- | ----- | ----- | ---- |
| 1 291 | 1 237 | 1 246 | 1 219 | 1 187 | 1 136 | 1 140 | 1 118 | 990  |

| 1906 | 1911 | 1921 | 1926 | 1931 | 1936 | 1946 | 1954 | 1962 |
| ---- | ---- | ---- | ---- | ---- | ---- | ---- | ---- | ---- |
| 971  | 903  | 784  | 787  | 769  | 745  | 696  | 706  | 690  |

| 1968 | 1975 | 1982 | 1990 | 1999 | 2006 | 2007 | 2012 | 2017 |
| ---- | ---- | ---- | ---- | ---- | ---- | ---- | ---- | ---- |
| 620  | 544  | 548  | 549  | 588  | 655  | 663  | 679  | 664  |

| 2022 | - | - | - | - | - | - | - | - |
| ---- | - | - | - | - | - | - | - | - |
| 679  | - | - | - | - | - | - | - | - |

### Enseignement
Une école maternelle et élémentaire publique (78 en 2017).
Un institut médico-éducatif, IME du Domaine de Pagès.

### Manifestations culturelles et festivités
- Fête patronale : 8 septembre[33].

## Économie

### Revenus
En 2018  (données Insee publiées en septembre 2021), la commune compte 287 ménages fiscaux, regroupant 623 personnes. La médiane du revenu disponible par unité de consommation est de 20 140 € (20 820 € dans le département).

### Emploi
|                | 2008  | 2013  | 2018   |
| -------------- | ----- | ----- | ------ |
| Commune        | 6,6 % | 6,9 % | 10,3 % |
| Département    | 6,1 % | 7,5 % | 8,2 %  |
| France entière | 8,3 % | 10 %  | 10 %   |

En 2018, la population âgée de 15 à 64 ans s'élève à 397 personnes, parmi lesquelles on compte 74,5 % d'actifs (64,2 % ayant un emploi et 10,3 % de chômeurs) et 25,5 % d'inactifs,. En  2018, le taux de chômage communal (au sens du recensement) des 15-64 ans est supérieur à celui de la France et du département, alors qu'il était inférieur à celui de la France en 2008.
La commune est hors attraction des villes,. Elle compte 203 emplois en 2018, contre 182 en 2013 et 178 en 2008. Le nombre d'actifs ayant un emploi résidant dans la commune est de 257, soit un indicateur de concentration d'emploi de 79,1 % et un taux d'activité parmi les 15 ans ou plus de 53,4 %.
Sur ces 257 actifs de 15 ans ou plus ayant un emploi, 104 travaillent dans la commune, soit 41 % des habitants. Pour se rendre au travail, 78,5 % des habitants utilisent un véhicule personnel ou de fonction à quatre roues, 5,4 % les transports en commun, 4,4 % s'y rendent en deux-roues, à vélo ou à pied et 11,7 % n'ont pas besoin de transport (travail au domicile).

### Activités hors agriculture

#### Secteurs d'activités
53 établissements sont implantés  à Beaumarchés au 31 décembre 2019. Le tableau ci-dessous en détaille le nombre par secteur d'activité et compare les ratios avec ceux du département,.
| Secteur d'activité                                                                                        | Commune | Commune | Département |
| Secteur d'activité                                                                                        | Nombre  | %       | %           |
| --- | ------- | ------- | ----------- |
| Ensemble                                                                                                  | 53      | 100 %   | (100 %)     |
| Industrie manufacturière, industries extractives et autres                                                | 12      | 22,6 %  | (12,3 %)    |
| Construction                                                                                              | 6       | 11,3 %  | (14,6 %)    |
| Commerce de gros et de détail, transports, hébergement et restauration                                    | 8       | 15,1 %  | (27,7 %)    |
| Information et communication                                                                              | 3       | 5,7 %   | (1,8 %)     |
| Activités financières et d'assurance                                                                      | 2       | 3,8 %   | (3,5 %)     |
| Activités immobilières                                                                                    | 5       | 9,4 %   | (5,2 %)     |
| Activités spécialisées, scientifiques et techniques et activités de services administratifs et de soutien | 8       | 15,1 %  | (14,4 %)    |
| Administration publique, enseignement, santé humaine et action sociale                                    | 1       | 1,9 %   | (12,3 %)    |
| Autres activités de services                                                                              | 8       | 15,1 %  | (8,3 %)     |

Le secteur de l'industrie manufacturière, des industries extractives et autres est prépondérant sur la commune puisqu'il représente 22,6 % du nombre total d'établissements de la commune (12 sur les 53 entreprises implantées  à Beaumarchés), contre 12,3 % au niveau départemental.

#### Entreprises et commerces
Les trois entreprises ayant leur siège social sur le territoire communal qui génèrent le plus de chiffre d'affaires en 2020 sont : 
- HJP Cazaban, fabrication d'emballages en matières plastiques (2 450 k€)
- Groupe Patrick Cazaban Holding, commerce de gros (commerce interentreprises) d'autres produits intermédiaires (786 k€)
- Vignoise, activités des sociétés holding (5 k€)

### Agriculture
La commune est dans la Rivière Basse, une petite région agricole occupant une partie ouest du département du Gers. En 2020, l'orientation technico-économique de l'agriculture  sur la commune est la polyculture et/ou le polyélevage.
|               | 1988  | 2000  | 2010  | 2020  |
| ------------- | ----- | ----- | ----- | ----- |
| Exploitations | 62    | 43    | 36    | 32    |
| SAU (ha)      | 2 284 | 2 233 | 2 178 | 2 049 |

Le nombre d'exploitations agricoles en activité et ayant leur siège dans la commune est passé de 62 lors du recensement agricole de 1988  à 43 en 2000 puis à 36 en 2010 et enfin à 32 en 2020, soit une baisse de 48 % en 32 ans. Le même mouvement est observé à l'échelle du département qui a perdu pendant cette période 51 % de ses exploitations,. La surface agricole utilisée sur la commune a également diminué, passant de 2 284 ha en 1988 à 2 049 ha en 2020. Parallèlement la surface agricole utilisée moyenne par exploitation a augmenté, passant de 37 à 64 ha.

### Entreprises et commerces
Viticulture : Côtes-de-saint-mont (AOVDQS)

## Culture locale et patrimoine

### Lieux et monuments
Place centrale
Sur la place principale, quelques couverts typiques du Sud-Ouest de la France.
Édifices religieux
- L'église de la Nativité-de-Notre-Dame. L'église (à l'exception de la sacristie) est inscrite à l'inventaire des monuments historiques depuis 1926[40].
- Située sur un coteau voisin, l'église Saint-Pierre de Coutens[41] est, elle, une construction romane du XIIIe siècle[42].
- L'église Saint-Jean-Baptiste de Cayron située sur le hameau de Cayron[39].
- Chapelle de Ricau.
- L'abbaye de la Case-Dieu.

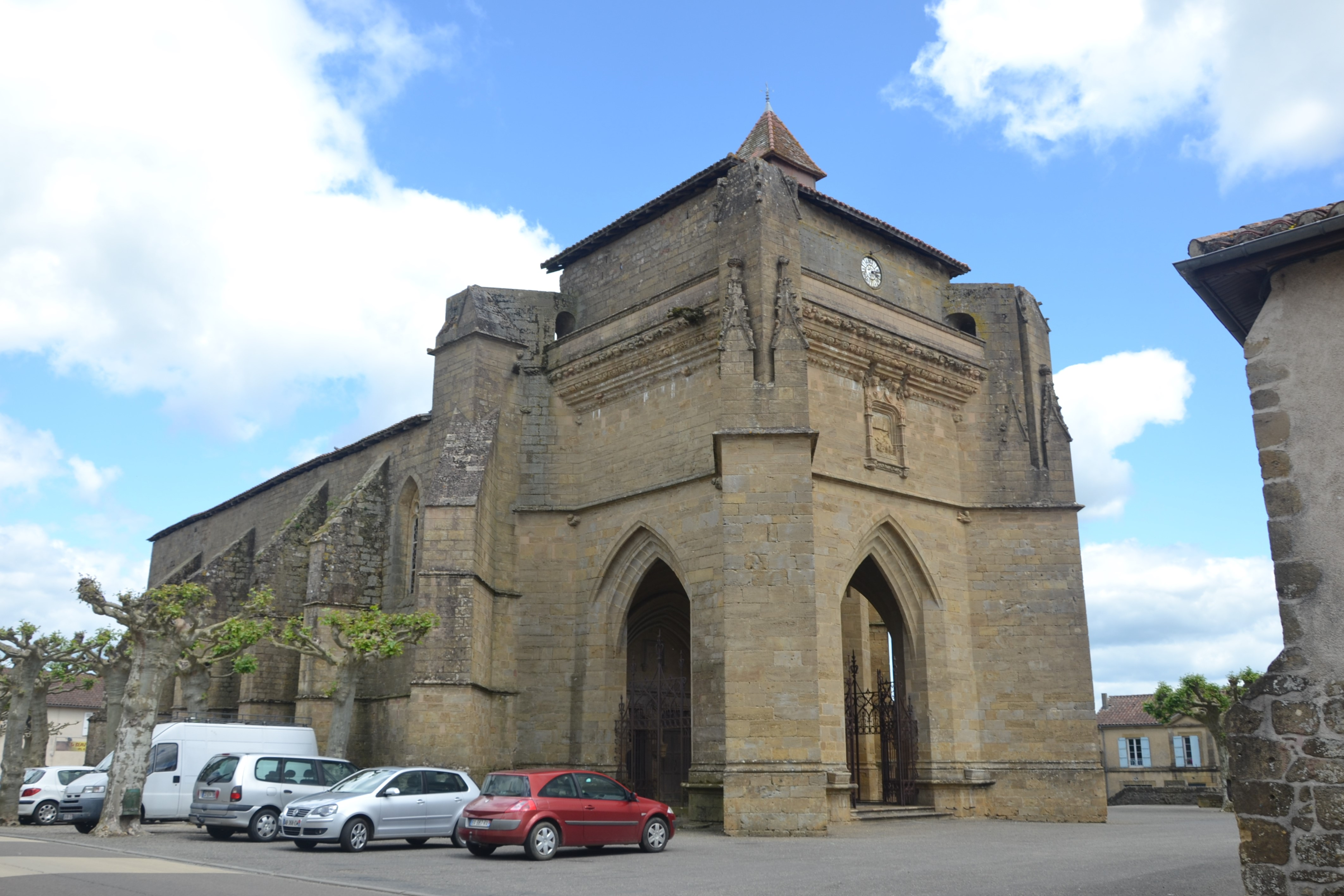
L'église de la Nativité-de-Notre-Dame
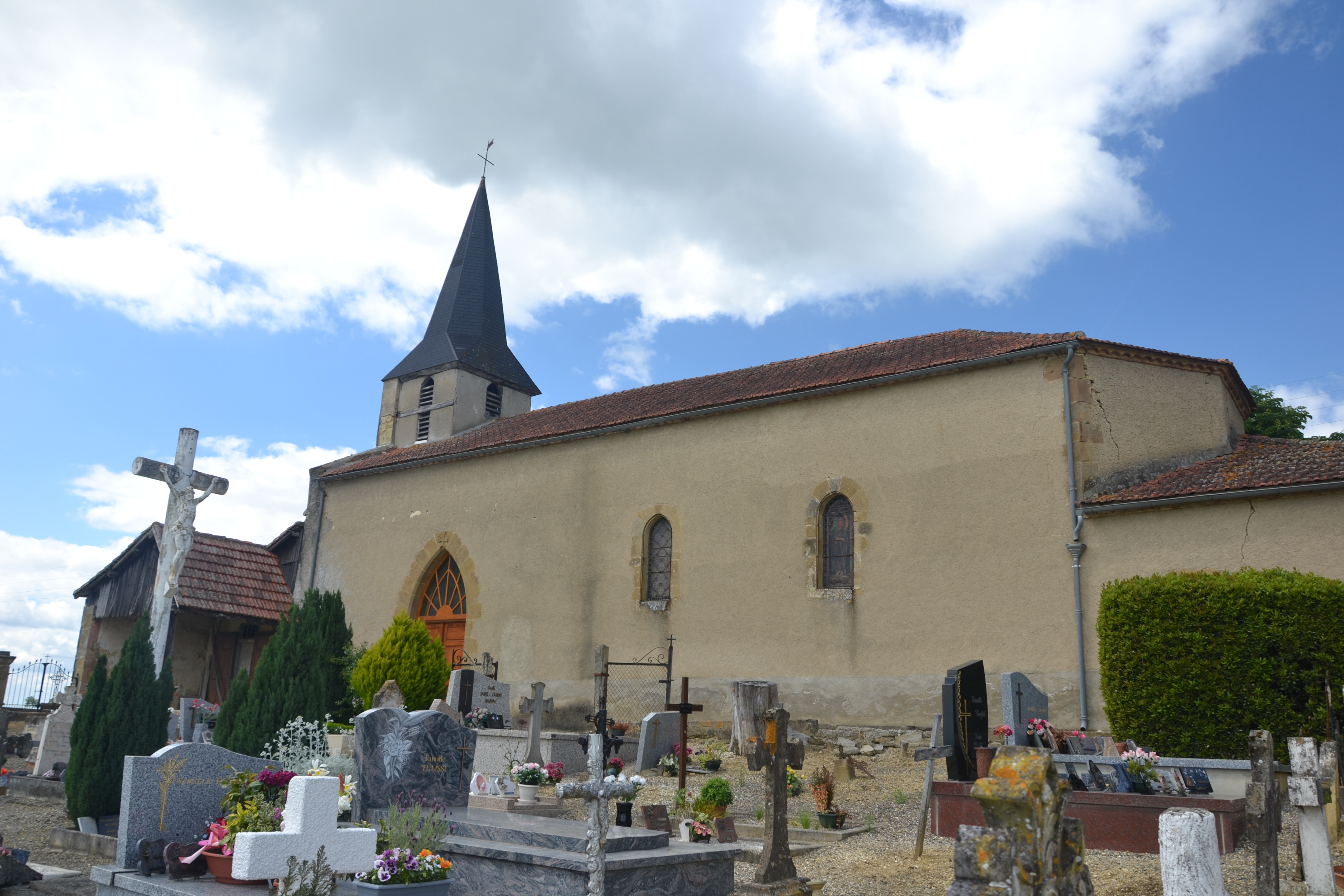
L'église Saint-Jean-Baptiste de Cayron
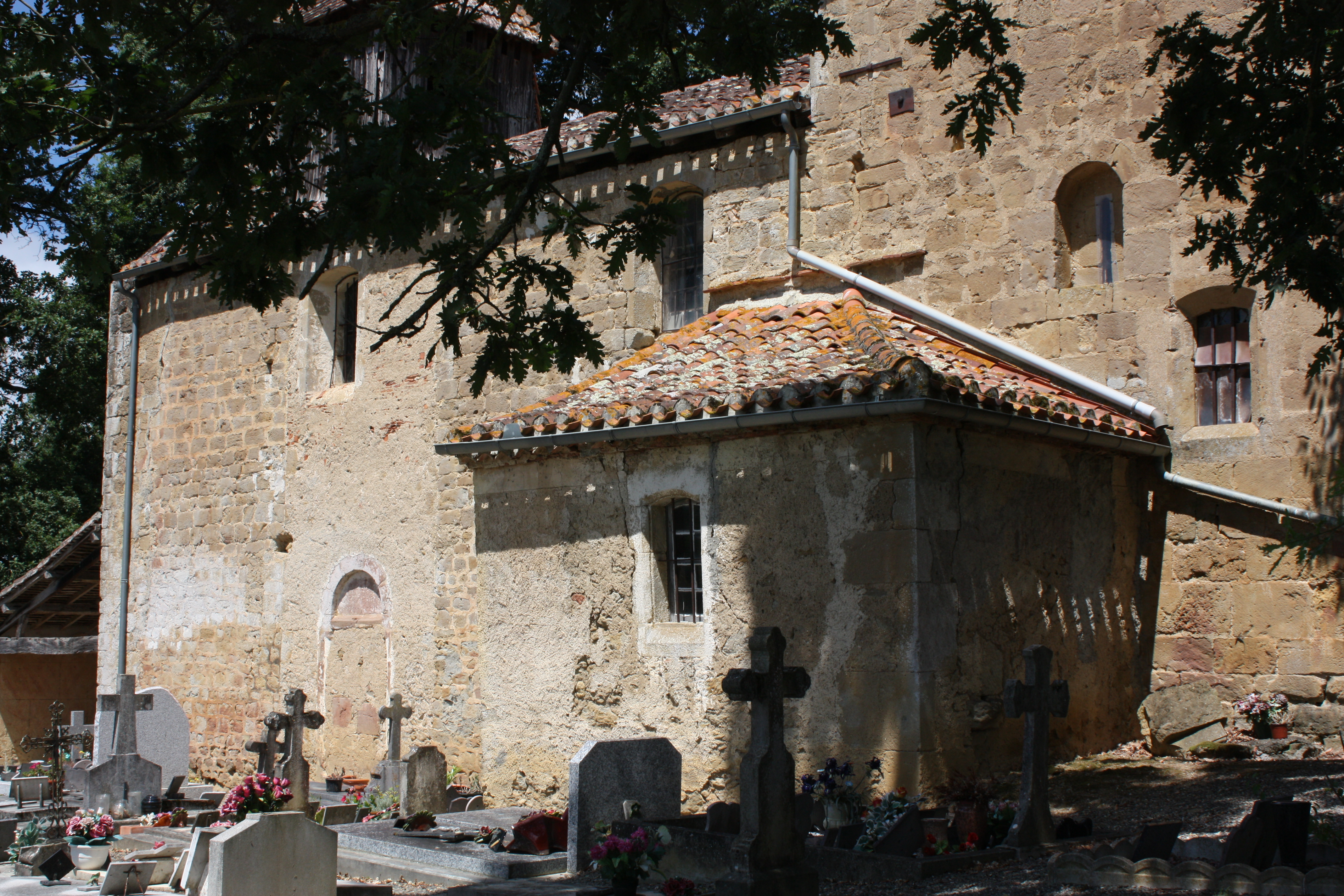
L'église Saint-Pierre de Coutens
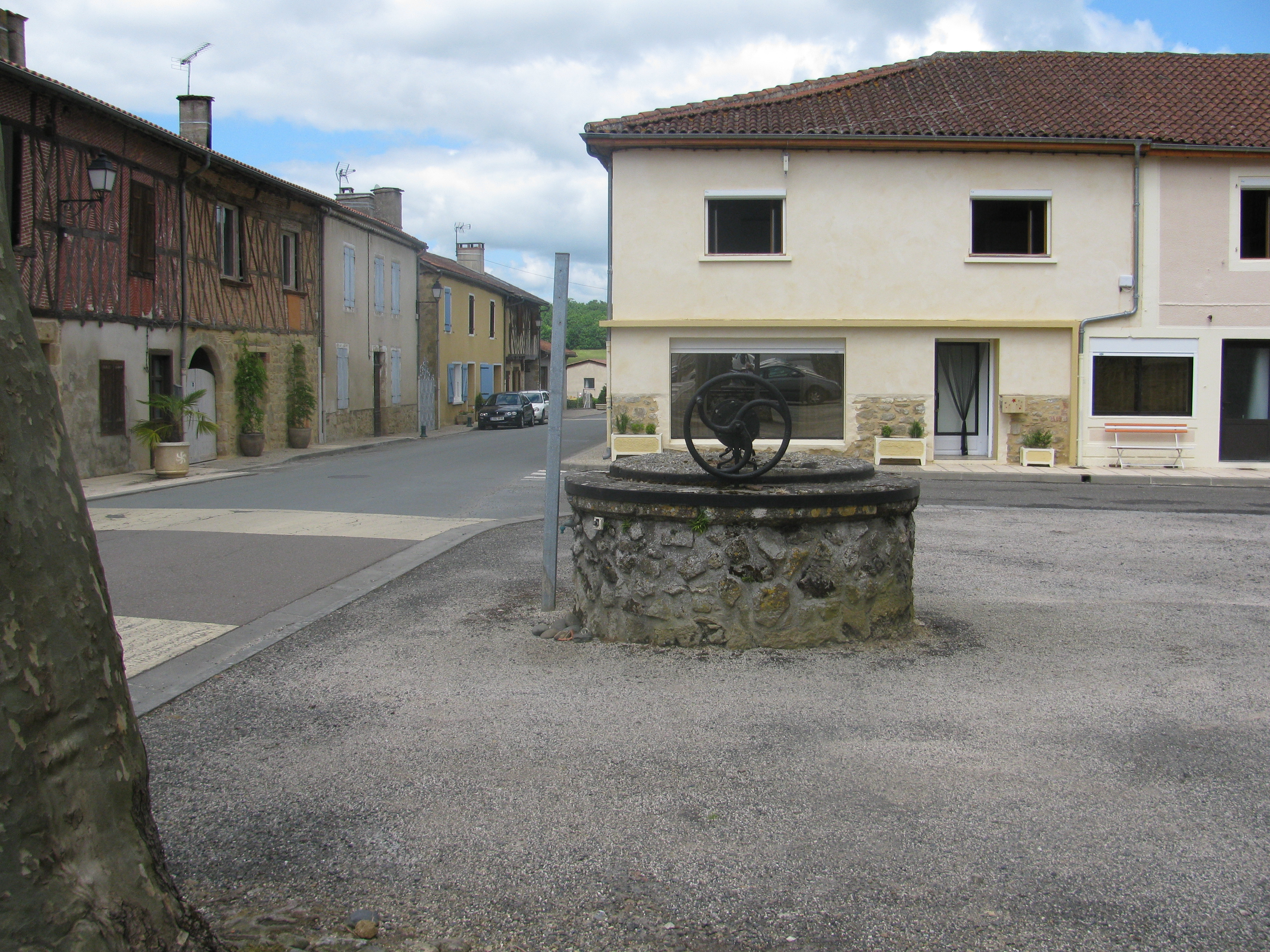
Un ancien puits
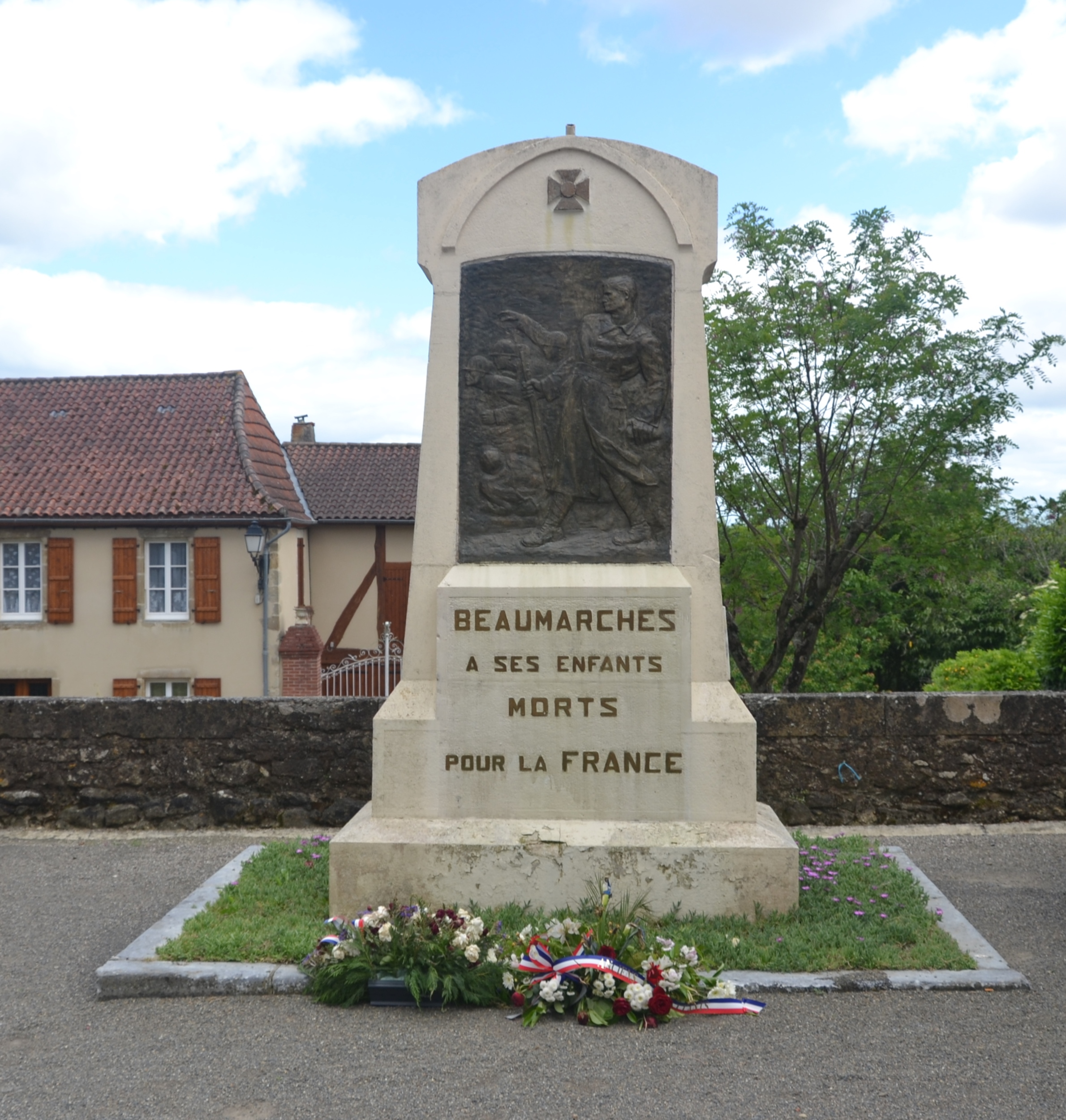
Monument aux morts

Château
Le Château d'Esparbès, domaine privé, est construit au XIIe siècle près de l'église de Coutens.

### Personnalités liées à la commune
- Eustache de Beaumarchès
- Bernard de Faudoas colonel du régiment de Picardie.
- Louis de Fourcaud

### Héraldique
| Blason | Blasonnement : D’azur à trois fleurs de lis d’or à l’inscription d'argent « SEEL DE LA VILLE DE BEAUMARCHEZ » en orle à la pointe de l'écu. |